# Diplodus capensis
Diplodus capensis is een  straalvinnige vissensoort uit de familie van zeebrasems (Sparidae). De wetenschappelijke naam van de soort is voor het eerst geldig gepubliceerd in 1844 door Smith.